# 平林村 (山梨県)
平林村（ひらばやしむら）は山梨県中巨摩郡にあった村。組は久保平・馬取沢・向川・南平・岩下・新梨・楮畠・栃窪。現在の南巨摩郡富士川町平林にあたる。集落の標高は700ｍ〜800ｍ
水稲、養蚕を主体とした 農業の他、杉や檜の育苗や、臼や梯子等の木工品製造していた。

## 地理
- 山：櫛形山、丸山
- 河川：利根川

## 歴史
- 1889年（明治22年）7月1日 - 町村制の施行により、近世以来の平林村が単独で自治体を形成。
- 1954年（昭和29年）6月1日 - 南巨摩郡増穂町に編入。同日平林村廃止。

## 名所・旧跡・観光スポット・祭事・催事
- 赤石温泉
- 氷室神社
- ダイアモンド富士
- 儀丹の滝
- 妙蓮の滝
- みさき耕舎
- 平林の棚田
- 増穂登り窯
- 平林天神社